# Platina (São Paulo)
Platina é um município brasileiro do estado de São Paulo.

## História
O município de Platina, Estado de São Paulo, é uma unidade do território do Estado, com personalidade jurídica de direito publico interno e autonomia, nos termos assegurados pela Constituição Federal. O histórico do município é bem extenso, pois desde o século XIX, tem-se conhecimento de sua existência. O povoado, naquele tempo, denominado Saltinho do Paranapanema foi fundado, ao que se propala, pelo sertanista Coronel Francisco Sanches de Figueiredo, proprietário na época de grande latifúndio, que fixou residência na vila que fundou. Sua evolução se deu rapidamente devido ao êxodo de colonizadores que penetravam os sertões em busca de novas terras, localizadas no vasto sertão sudoeste do Estado de São Paulo.
O povoado de Saltinho do Paranapanema, posteriormente Distrito de Paz de Platina, chegou a centralizar todo o comercio da região. Dispunha de dezenas de grandes casas comerciais e tinha fácil meio de comunicação às regiões avançadas, visto que o próprio fundador abriu a Estrada Boiadeira até as barrancas do Rio Paraná. Esta estrada ainda existe, e um trecho corta o município de leste a oeste, ligando-o a Estância Climática de Campos Novos Paulista e Assis.
Em 26 de julho de 1894, pela Lei nº 309, a vila foi elevada a categórica de Distrito de Paz, passando a denominar-se Platina, jurisdicionado ao município de Campos Novos do Paranapanema. Em 24 de dezembro de 1915, através da Lei nº 1.478, elevou-se o distrito à categoria de município, tendo sido seu primeiro prefeito, o Capitão Felicíssimo Antonio Pereira. Podemos acrescentar que, nesta primeira fase do município, foram prefeitos os seguintes cidadãos: Antonio Fernandes (até 1922), José Leone (até 1925) João de Souza Martins (nomeado), Nestor de Souza Pereira (nomeado) e Juvenal Piedade (nomeado).
Construía-se a Estrada de Ferro Sorocabana, cujos trilhos avançavam pelo sertão. Por questões políticas e interesses pessoais, o seu traçado foi desviado de Platina. Por esta razão, já que a ferrovia arrastava consigo toda sorte de progresso, Platina entrou em decadência, retornando à categoria de distrito a partir de 1934, tendo nesta oportunidade, perdido parte de seu território para o município de Assis.
Todavia, em 30 de dezembro de 1953, readquiriu a categoria de município, instalando-se em 1º de janeiro de 1955, com seu prefeito eleito Nestor de Souza Pereira.

## Geografia
Localiza-se a uma latitude 22º38'16" sul e a uma longitude 50º12'14" oeste, estando a uma altitude de 466 metros. Sua população, conforme estimativas do IBGE de 2021, era de 3 606 habitantes.
Possui uma área de 328,68 km².

### Demografia
Dados do Censo - 2000
População total: 2.867
- Urbana: 2.119
- Rural: 748
- Homens: 1.501
- Mulheres: 1.366

Densidade demográfica (hab./km²): 8,75
Mortalidade infantil até 1 ano (por mil): 21,78
Expectativa de vida (anos): 68,34
Taxa de fecundidade (filhos por mulher): 2,30
Taxa de alfabetização: 85,35%
Índice de Desenvolvimento Humano (IDH-M): 0,735
- IDH-M Renda: 0,657
- IDH-M Longevidade: 0,722
- IDH-M Educação: 0,826

(Fonte: IPEADATA)

## Infraestrutura

### Comunicações
O sistema de telefones automáticos foi inaugurado na cidade em 1985 pela Telecomunicações de São Paulo (TELESP), que também implantou o sistema de discagem direta à distância (DDD) em 1989 com o código de área (0183). Anteriormente a cidade era atendida pela Companhia de Telecomunicações do Estado de São Paulo (COTESP).
Na década de 90 o código DDD da cidade foi alterado para (018), para padronização do sistema telefônico com a telefonia celular que estava sendo implantada em todo o estado.

## Religião
O Cristianismo se faz presente na cidade da seguinte forma:

### Igreja Católica
- A igreja faz parte da Diocese de Assis.[9]

### Igrejas Evangélicas
- Assembleia de Deus Ministério do Belém.[10][11]
- Congregação Cristã no Brasil.[12]